# European Challenge Cup 2001-02
La European Rugby Challenge Cup 2001-2002 fue la sexta edición  de la European Rugby Challenge Cup, la segunda competición de rugby union por clubes de los países integrantes del Torneo de las Seis Naciones, y algún que otro participante de otros países.

## Fase de grupos

### Grupo 1
| Team          | PJ | PG | PE | PP | TF | TC | DT  | PF  | PC  | Dif  | Pts |
| ------------- | -- | -- | -- | -- | -- | -- | --- | --- | --- | ---- | --- |
| Ebbw Vale (7) | 6  | 4  | 0  | 2  | 15 | 10 | 5   | 153 | 90  | 63   | 8   |
| Agen          | 6  | 4  | 0  | 2  | 25 | 13 | 12  | 199 | 119 | 80   | 8   |
| Montauban     | 6  | 4  | 0  | 2  | 16 | 9  | 7   | 146 | 123 | 23   | 8   |
| Rovigo        | 6  | 0  | 0  | 6  | 8  | 32 | -24 | 78  | 244 | -166 | 0   |

### Grupo 2
| Team            | PJ | PG | PE | PP | TF | TC | DT  | PF  | PC  | Dif  | Pts |
| --------------- | -- | -- | -- | -- | -- | -- | --- | --- | --- | ---- | --- |
| Pau (4)         | 6  | 6  | 0  | 0  | 27 | 3  | 24  | 217 | 63  | 154  | 12  |
| Colomiers       | 6  | 4  | 0  | 2  | 32 | 9  | 23  | 259 | 105 | 154  | 8   |
| Petrarca Padova | 6  | 2  | 0  | 4  | 14 | 26 | -12 | 114 | 223 | -109 | 4   |
| UC Madrid       | 6  | 0  | 0  | 6  | 8  | 43 | -35 | 90  | 289 | -199 | 0   |

### Grupo 3
| Team           | PJ | PG | PE | PP | TF | TC | DT | PF  | PC  | Dif | Pts |
| -------------- | -- | -- | -- | -- | -- | -- | -- | --- | --- | --- | --- |
| Pontypridd (8) | 6  | 4  | 0  | 2  | 12 | 7  | 5  | 139 | 87  | 52  | 8   |
| Leeds Tykes    | 6  | 4  | 0  | 2  | 21 | 15 | 6  | 188 | 154 | 34  | 8   |
| Béziers        | 6  | 2  | 0  | 4  | 15 | 19 | -4 | 136 | 187 | -51 | 4   |
| Overmach Parma | 6  | 2  | 0  | 4  | 11 | 18 | -7 | 127 | 162 | -35 | 4   |

### Grupo 4
| Team            | PJ | PG | PE | PP | TF | TC | DT  | PF  | PC  | Dif  | Pts |
| --------------- | -- | -- | -- | -- | -- | -- | --- | --- | --- | ---- | --- |
| Sale Sharks (3) | 6  | 6  | 0  | 0  | 40 | 7  | 33  | 286 | 79  | 207  | 12  |
| Connacht        | 6  | 3  | 0  | 3  | 15 | 17 | -2  | 157 | 140 | 17   | 6   |
| Narbonne        | 6  | 3  | 0  | 3  | 13 | 9  | 4   | 128 | 111 | 17   | 6   |
| Rugby Roma      | 6  | 0  | 0  | 6  | 7  | 42 | -35 | 57  | 298 | -241 | 0   |

### Grupo 5
| Team                | PJ | PG | PE | PP | TF | TC | DT  | PF  | PC  | Dif | Pts |
| ------------------- | -- | -- | -- | -- | -- | -- | --- | --- | --- | --- | --- |
| Bristol Shoguns (6) | 6  | 5  | 0  | 1  | 21 | 12 | 9   | 189 | 115 | 74  | 10  |
| Neath               | 6  | 4  | 0  | 2  | 16 | 13 | 3   | 160 | 131 | 29  | 8   |
| Viadana             | 6  | 2  | 0  | 4  | 13 | 25 | -12 | 120 | 210 | -90 | 4   |
| Bourgoin            | 6  | 1  | 0  | 5  | 19 | 19 | 0   | 160 | 173 | -13 | 2   |

### Grupo 6
| Team             | PJ | PG | PE | PP | TF | TC | DT  | PF  | PC  | Dif  | Pts |
| ---------------- | -- | -- | -- | -- | -- | -- | --- | --- | --- | ---- | --- |
| London Irish (5) | 6  | 5  | 1  | 0  | 37 | 8  | 29  | 284 | 85  | 199  | 11  |
| Dax              | 6  | 4  | 1  | 1  | 42 | 9  | 33  | 306 | 119 | 187  | 9   |
| L'Aquila         | 6  | 2  | 0  | 4  | 11 | 34 | -23 | 107 | 239 | -132 | 4   |
| Valladolid RAC   | 6  | 0  | 0  | 6  | 7  | 46 | -39 | 53  | 307 | -254 | 0   |

### Grupo 7
| Team           | PJ | PG | PE | PP | TF | TC | DT  | PF  | PC  | Dif  | Pts |
| -------------- | -- | -- | -- | -- | -- | -- | --- | --- | --- | ---- | --- |
| Gloucester (2) | 6  | 6  | 0  | 0  | 47 | 9  | 38  | 362 | 62  | 300  | 12  |
| La Rochelle    | 6  | 4  | 0  | 2  | 21 | 14 | 7   | 161 | 177 | -16  | 8   |
| Caerphilly     | 6  | 2  | 0  | 4  | 18 | 38 | -20 | 170 | 281 | -111 | 4   |
| Gran Parma     | 6  | 0  | 0  | 6  | 11 | 36 | -25 | 104 | 277 | -173 | 0   |

### Grupo 8
| Team             | PJ | PG | PE | PP | TF | TC | DT  | PF  | PC  | Dif  | Pts |
| ---------------- | -- | -- | -- | -- | -- | -- | --- | --- | --- | ---- | --- |
| Saracens (1)     | 6  | 6  | 0  | 0  | 64 | 7  | 57  | 435 | 66  | 369  | 12  |
| Bordeaux-Bègles  | 6  | 4  | 0  | 2  | 53 | 15 | 38  | 354 | 117 | 237  | 8   |
| Dinamo București | 6  | 1  | 0  | 5  | 15 | 58 | -43 | 102 | 403 | -301 | 2   |
| Bologna          | 6  | 1  | 0  | 5  | 9  | 61 | -52 | 93  | 398 | -305 | 2   |

## Fase final

### Cuartos de final
| 25 de enero | Gloucester Rugby | 46 - 11 | Ebbw Vale |  |  |

| 25 de enero | Sale Sharks | 25 - 20 | Bristol Bears |  |  |

| 26 de enero | Section Paloise | 9 - 38 | London Irish |  |  |

| 27 de enero | Saracens | 15 - 17 | Pontypridd |  |  |

### Semifinales
| 27 de abril | London Irish | 27 - 33 | Pontypridd |  |  |

| 28 de abril | Gloucester Rugby | 27 - 28 | Sale Sharks |  |  |

### Final
| 26 de mayo | Pontypridd RFC | 22 - 25 | Sale Sharks | Kassam Stadium,                 |  |
|            |                |         |             | Asistencia: 12.000 espectadores |  |

| Bandera de Inglaterra |
| Campeón Sale Sharks   |
| Primer título         |